# Eois batea
Eois batea är en fjärilsart som beskrevs av Druce 1892. Eois batea ingår i släktet Eois och familjen mätare. Inga underarter finns listade i Catalogue of Life.